# Thuto Masasa
Thuto Masasa (* 21. August 2000) ist ein botswanischer Leichtathlet, der sich auf den Sprint spezialisiert hat.

## Sportliche Laufbahn
Erste internationale Erfahrungen sammelte Thuto Masasa bei den World Athletics Relays 2021 in Chorzów, bei denen er mit der botswanischen 4-mal-100-Meter-Staffel mit 39,55 s im Vorlauf ausschied. Im Jahr darauf schied er bei den Afrikameisterschaften in Port Louis mit 10,74 s in der Vorrunde im 100-Meter-Lauf aus und 2023 schied er bei den World University Games in Chengdu mit 10,39 s im Halbfinale aus. Im Jahr darauf schied er bei den Afrikaspielen in Accra mit 10,62 s im Halbfinale über 100 Meter aus und belegte mit der Staffel in 39,19 s den vierten Platz. Anschließend kam er bei den Afrikameisterschaften in Douala mit 10,67 s nicht über die erste Runde über 100 Meter hinaus.
In den Jahren 2021 und 2024 wurde Masasa botswanischer Meister im 100-Meter-Lauf.

## Persönliche Bestzeiten
- 100 Meter: 10,22 s (+1,2 m/s), 25. März 2023 in Gaborone
- 200 Meter: 21,10 s (+1,5 m/s), 15. Januar 2022 in Gaborone